# Țițești
Țițești est une commune roumaine située dans le județ d'Argeș.